# Rutger Röell

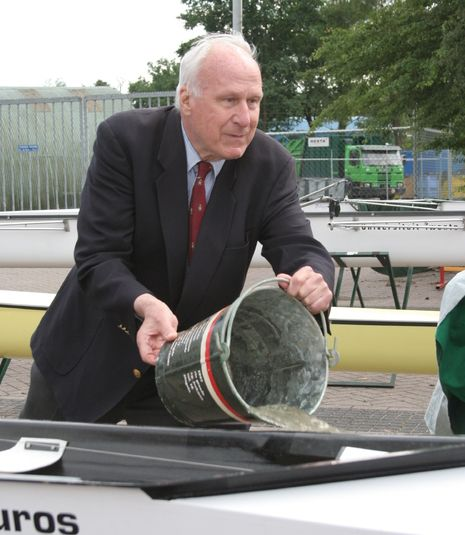
Rutger Röell bij de botendoop van D.R.V. Euros in 2007

Jonkheer ir. Rutger Abraham Röell (Den Haag, 9 april 1929 - Boekelo, 7 mei 2009)  was een Nederlandse jonkheer, ingenieur en roeicoach. De erudiete Röell was afkomstig uit een even kunstzinnige als sportieve familie (Röell); zijn vader, jhr. ir. W.F.A. Röell (1892-1932), kwam als kunstcorrespondent voor onder meer Het Vaderland in Parijs in contact met jonge schilders als Raoul Dufy en was secretaris bij de vooroorlogse voorganger van het Institut Néerlandais, zijn moeder, Ada Elisabeth Jas (1895-1992), was concertpianiste, en zijn oom jhr. dr. David Röell (1894-1961) was onder meer hoofddirecteur van het Rijksmuseum. Verschillende familieleden waren al in het begin van de twintigste eeuw op hoog niveau actief in de roeisport, tennis, golf en paardensport. Rutger Röell studeerde onder meer natuur- en scheikunde in Leiden en in Delft. Tot zijn pensionering werkte hij als biochemisch researcher voor AKZO in Hengelo.  

## Roeisport
Röell was onder meer coach van de Leidse roeivereniging Njord en de Groninger roeivereniging Aegir. Na de olympische zomerspelen van 1972 in München, waaraan een door hem gecoacht team (de acht) deelnam, trad hij in dienst bij Koninklijke Nederlandsche Roeibond (KNRB). Hij besloot zijn loopbaan als roeicoach bij Drienerlose Roei-Vereniging Euros in Enschede, waar hij van 1984 tot 2009 coachte. Alle drie de door hem getrainde verenigingen wisten onder zijn leiding de Varsity te winnen. 
Op de Olympische Zomerspelen van 1988 te Seoel, was hij coach van de dubbel-vier. De ploeg werd 8e (2e in B finale). Zijn achterneef Boudewijn Röell won op de Olympische Spelen van 2016 met roeien een bronzen medaille.
Rutger Röell, die de bijnaam Roeimagiër van het Noorden (later: Oosten) had, was Ridder in de Orde van Oranje-Nassau. Hij overleed op tachtigjarige leeftijd in 2009.